# حاريص
حاريص هي بلدة لبنانية جنوبية من بلدات وقرى قضاء بنت جبيل في محافظة النبطية في جبل عامل.
والظاهر ان الاسم مشتق من الحرص والمقصود هو حرص السيدة العذراء مريم على ولدها السيد المسيح (عليهما السلام)، حيث اختبئا فيها لفترة من الزمن. كما يروى ان القرية القديمة كانت تدعى الياذون. في البلدة الكثير من العيون والآبار القديمة.

## موقعها
تبعد حاريص عن بيروت 100 كم. وعن صور 25 كم. وعن بنت جبيل 10 كم. وعن حدود فلسطين المحتلة 10 كم. خط نار.
تصل إلى حاريص من صور عن طريقي:
- عين بعال - حناويه - قانا - صديقين - كفرا - حاريص
- برج الشمالي - البازورية - وادي جيلو - جويا - مجادل - شهابية - كفردونين - بئر السلاسل - سلطانية - تبنين - حاريص

ومنها إلى:
- حداثا - الطيري - بنت جبيل
- حداثا - عيتا الجبل - بيت ياحون - كونين - بنت جبيل

تطل حاريص على البحر المتوسط من ناحية الغرب، كما نرى منها جبل الشيخ أو (جبل حرمون) من ناحية الشمال الشرقي.

## مناخها
ترتفع عن سطح البحر 700 م. صيفها دافئ وهواؤها لطيف، بينما يكون منعشا في ليالي الصيف. شتاؤها قارس، لذا يفضل بعض أبنائها النزوح شتاء إلى بيروت أو إلى صور.

## صمودها
كما كل بلدات وقرى جنوب لبنان، قدمت بلدة حاريص العديد من الشهداء الذين روت دماؤهم الزكية ترابها الطاهر دفاعا عنها، أو أبرياء قضوا ظلماً نتيجة العدوان الإسرائيلي المستمر على جنوب لبنان والذي كان يحاول عبر قصفه المستمر وغاراته تدمير المنازل لتهجير السكان، كانت حركة العمران مستمرة تعبيراً على صمود أهل البلدة وتمسكهم بأرضهم مما ساعد المقاومة في تحقيق النصر.